# Gabriele Kotte (Autorin)
Gabriele Kotte (* 19. April 1949 in Schwerin; † 10. November 2023 in Berlin) war eine deutsche Drehbuchautorin und Dramaturgin und von 1991 bis 2005 Leiterin der kulturellen Filmförderung Mecklenburg-Vorpommern. Sie war Jurymitglied und Vorsitzende der Filmbewertungsstelle Wiesbaden (1995–2005) und bis 2004 im Förderbeirat der Stiftung Kulturfonds der neuen Bundesländer.

## Leben
Gabriele Kotte studierte von 1968 bis 1970 Opernregie an der Humboldt-Universität Berlin und von 1970 bis 1974 Dramaturgie an der HFF-Konrad Wolf, Potsdam-Babelsberg. Von 1976 bis 1990 arbeitete sie als Szenaristin und Dramaturgin im DEFA-Studio für Spielfilme. Ihre erfolgreichste Produktion war Bürgschaft für ein Jahr, die nach einer Romanvorlage von Tine Schulze-Gerlach unter Regie von Herrmann Zschoche und mit Katrin Sass in der Hauptrolle entstand. Der Film lief unter anderem im Wettbewerb der Berlinale 1982. Andere Filmideen von Gabriele Kotte blieben unrealisiert, darunter eine geplante Verfilmung über die Gladow-Bande oder von Bernhard Kellermanns Buch Totentanz.
Nach der Wende wurde Gabriele Kotte Leiterin der Kulturellen Filmförderung Mecklenburg-Vorpommern und war bis 2005 im Amt. Im Jahr 1993 gründete sie die Dokumentarfilmwerkstatt Poel und blieb bis 2005 deren Vorsitzende. 1995 legte Kotte mit dem Dokumentarfilm Unter einem Dach, einem Porträt über eine sozialschwache Familie am Rand der Gesellschaft, ihre einzige Filmarbeit als Regisseurin vor.
Sie starb am 10. November 2023 im Alter von 74 Jahren.

## Auszeichnungen
- 1979: Kunstpreis des FDGB[1]
- 1982: Bestes Drehbuch für Bürgschaft für ein Jahr auf dem Nationalen Spielfilmfestival der DDR
- 2002: Kulturpreis des Landes Mecklenburg-Vorpommern

## Filmografie

### Dramaturgie
- 1974: Greta Heckenrose (Fernsehfilm)
- 1979: Schwierig sich zu verloben (DEFA-Spielfilm)
- 1980: Dein unbekannter Bruder (DEFA-Spielfilm)
- 1982: Der Dicke und ich (DEFA-Spielfilm)

### Drehbuch
- 1979: Alle meine Mädchen (DEFA-Spielfilm)
- 1981: Bürgschaft für ein Jahr (DEFA-Spielfilm)
- 1989: Biologie! (DEFA-Spielfilm)
- 1990: Der Hut (DEFA-Spielfilm)
- 1990: Das Treibhaus (TV-Film, ARD)
- 1991: Warum ich? (TV-Film, ARD)

### Regie
- 1995: Unter einem Dach (Dokumentarfilm) (außerdem Drehbuch)